# DarkSide (黑客组织)
DarkSide是一个黑客组织，曾利用勒索軟體来攻击受害者。DarkSide的总部位於东欧，但与其他黑客组织不同的是，它並不是由国家支持的黑客組織。DarkSide基本只针对英语国家發動網絡襲擊。DarkSide的勒索软件將默认语言设置为俄语、乌克兰语、格鲁吉亚语或白俄罗斯语的计算机列為白名單，這些電腦不會被該黑客組織的勒索軟件攻擊。在DarkSide网站的一份新闻稿中，該組織声称他们不会攻擊医院、安宁医院、学校、大学、非营利组织或政府部门。该组织要求的赎金一般在20万美元至200万美元範圍之內。DarkSide還声称他们會将部分赎金捐赠给慈善机构。

## 历史
2020年8月，人們首次注意到該黑客組織。卡巴斯基實驗室一開始將该组织認定為企業，因为DarkSide的网站看起来很专业。該組織於2021年5月發動殖民管道網絡攻擊。